# Twentieth Century
Twentieth Century is een Amerikaanse screwball-komedie uit 1934 onder de regie van Howard Hawks. De film wordt soms beschouwd als de eerste screwball comedy. In 2011 werd de film opgenomen in de National Film Registry.

## Rolverdeling
| Acteur          | Personage                       |
| --------------- | ------------------------------- |
| John Barrymore  | Oscar Jaffe                     |
| Carole Lombard  | Lily Garland aka Mildred Plotka |
| Walter Connolly | Oliver Webb                     |
| Roscoe Karns    | Owen O'Malley                   |
| Charles Lane    | Max Jacobs aka Max Mandelbaum   |